# Gabii (Latium)
Gabii war eine antike italische Stadt etwa 20 km östlich von Rom im Gebiet Latium nahe dem im 19. Jahrhundert trockengelegten Vulkankratersee Lago di Castiglione bei Monte Compatri.

## Geschichte

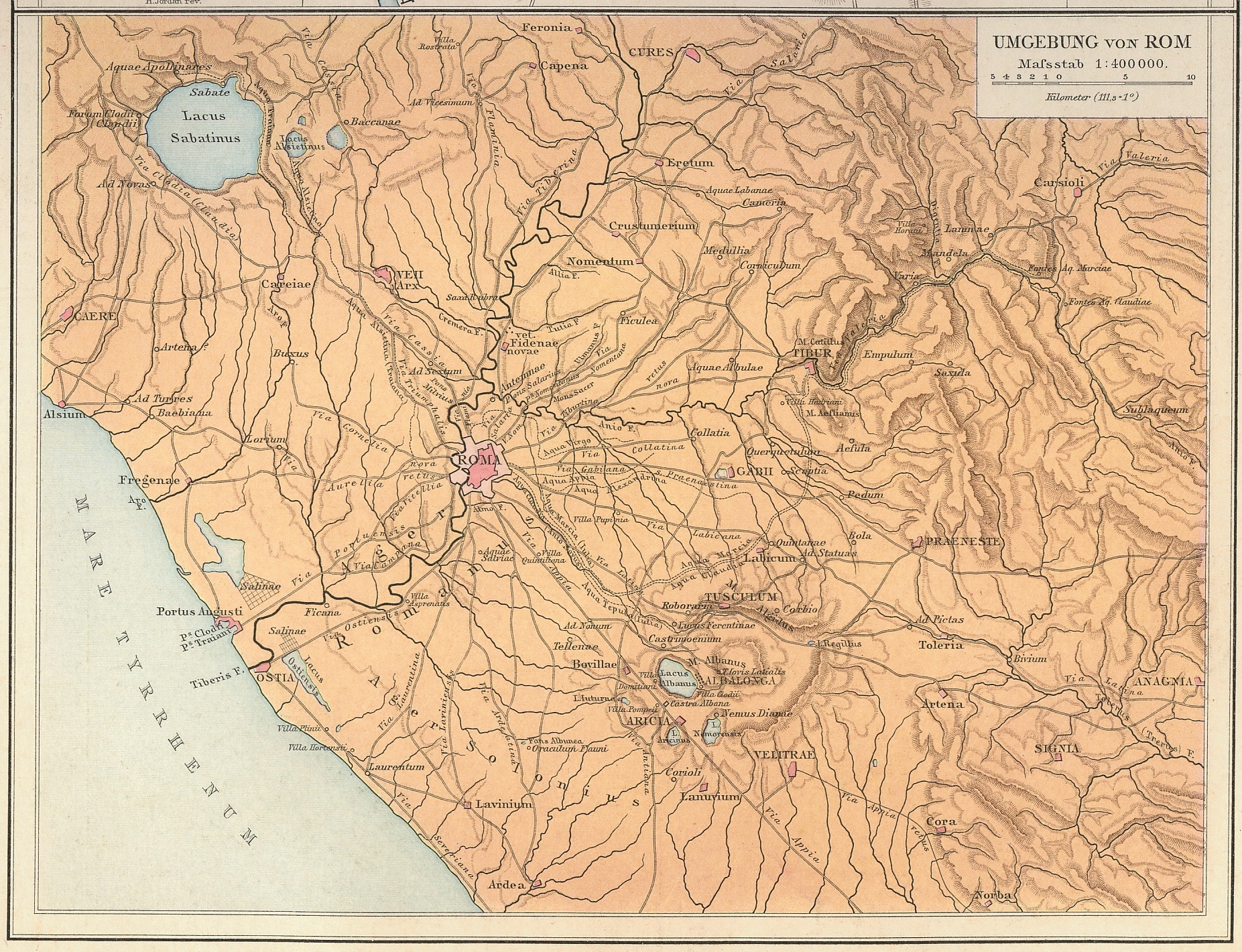
Die Umgebung Roms im Altertum

Gesichert ist, dass das Gebiet Gabiis schon seit der Bronzezeit bewohnt war. Die Stadt wurde entweder von Sikelern (Siziliern) oder, der Legende nach, von Siedlern aus der „Vorgängerstadt“ Roms, Alba Longa, gegründet. Ebenso wird mythologisch angedeutet, dass Romulus und Remus, die sagenhaften Gründer Roms, in Gabii griechisch erzogen worden seien.
Während der Herrschaft des letzten Königs Roms Lucius Tarquinius Superbus (lateinisch superbus = „der Hochmütige“) befand sich die latinische Stadt im Krieg mit der damals lokalen Macht, den sie angeblich aufgrund einer List des Königssohnes Sextus verlor. Ab 493 v. Chr. hatte sie den Status eines Bundesgenossen, beteiligte sich aber auch am Bundesgenossenkrieg von 91 bis 88 v. Chr. In römischer Zeit verlief die Via Praenestina durch Gabii. Nach dem Bau des lapis Gabinus, einem Steinbruch, entvölkerte sich Gabii zunehmend und wurde laut Marcus Tullius Cicero zu einem Musterbeispiel einer einst blühenden, dann aber verfallenden Stadt. So kam es, dass Gabii ab dem 1. Jahrhundert v. Chr. fast keine Bedeutung mehr hatte.
Unter der Regierungszeit Kaiser Hadrians konnte die alte Bedeutung der Stadt teilweise wiederhergestellt werden, unter anderem wurden wieder Tempel und ein Aquädukt gebaut. Nach dem 5. Jahrhundert n. Chr. jedoch versank Gabii wieder in der Bedeutungslosigkeit und wurde zuletzt nur noch bischöflich – im 9. Jahrhundert – erwähnt.

## Archäologie

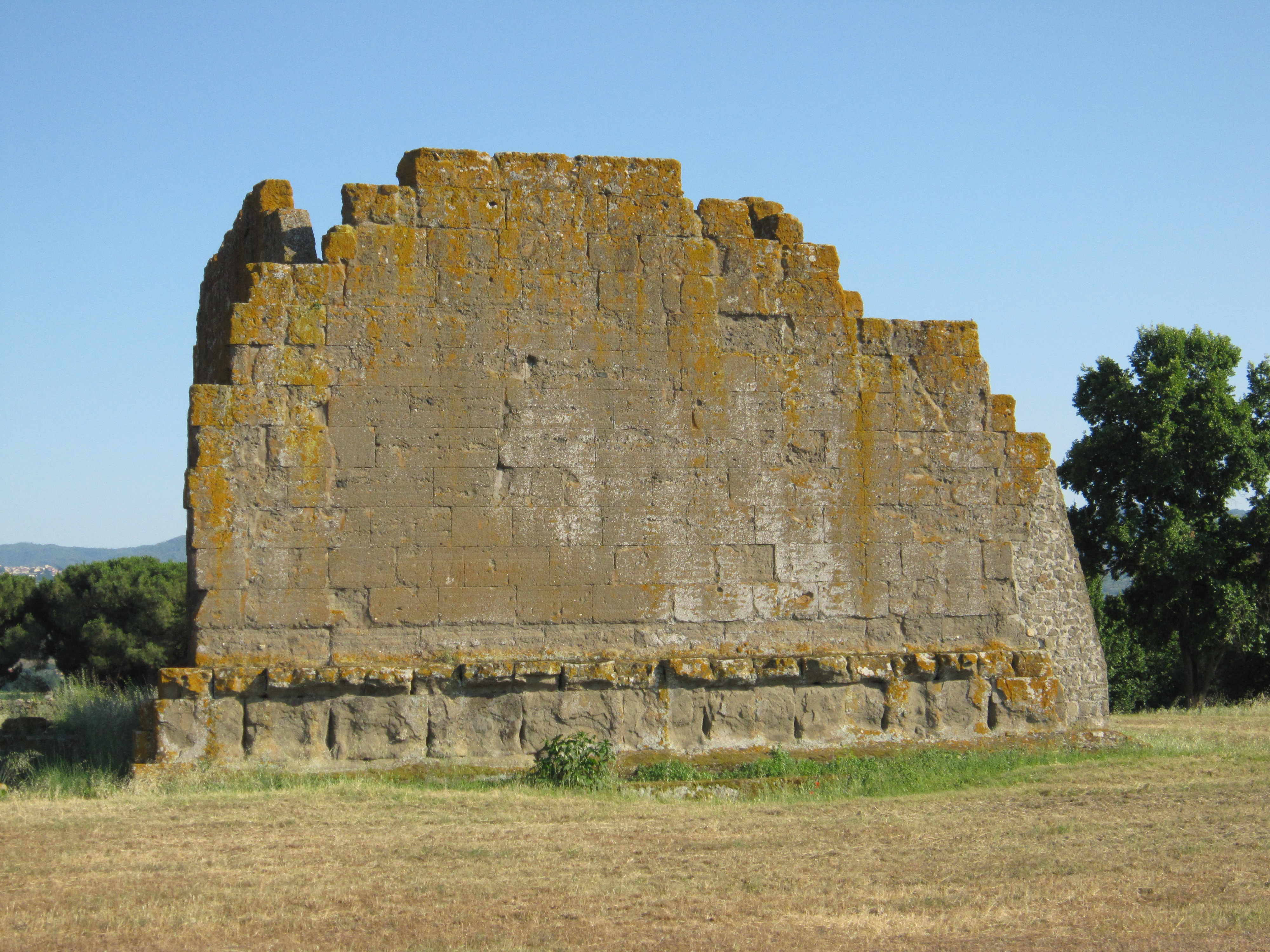
Juno-Tempel

In Gabiis Ruinen steht ein in seinen Cellamauern fast vollständig erhaltener Podiumstempel der Göttin Juno, dessen Säulenbasen auf eine Gestaltung in ionischer oder korinthischer Ordnung hinweisen. Der Tempel hatte sechs Frontsäulen und jeweils zusätzlich sechs Säulen an den Langseiten, war also an drei Seiten von Säulengängen umgeben, die an der durchgezogenen Rückwand endeten. Den Profilen des Podiums nach zu urteilen, wurde er wohl im späten 2. oder frühen 1. Jahrhundert v. Chr. errichtet. Der Tempel bildete mit einem axial vor seiner Front befindlichen Theater ein Ensemble. Gavin Hamilton machte 1792 weitere Ausgrabungen, er fand dabei das Forum und weitere Tempel. Zahlreiche bedeutende Fundstücke, die sich bis 1807 in der Villa Borghese (Rom) befanden und dann überwiegend an den Louvre verkauft wurden, sind hier ergraben worden.
Der archäologische Park liegt an der Via Prenestina zwischen den römischen Stadtteilen Castelverde und Corcolle beim Stadtteil Osa (VIII. Municipio).